# Hugh Stewart (producteur)
Pour les articles homonymes, voir Hugh Stewart.
Hugh St Clair Stewart (MBE) est un monteur et un producteur de cinéma britannique né le 14 décembre 1910 à Falmouth (Cornouailles) et mort le 31 mai 2011 à Denham (Buckinghamshire).

## Biographie
Hugh St Clair Stewart étudie l'anglais au St John's College à Cambridge, où il eut notamment comme professeur F. R. Leavis. Après son diplôme, il rejoint la Gaumont British Picture Corporation, puis London Films. Alfred Hitchcock lui confie alors le montage de L'Homme qui en savait trop (The Man Who Knew Too Much) en 1934,.
Lorsque la Seconde Guerre mondiale éclate, il rejoint le Régiment royal d'artillerie (Royal Artillery). Il est affecté au Army Film and Photographic Unit (en) en décembre 1940 et à ce titre couvre le débarquement allié en Tunisie en novembre 1942. L'année suivante, il utilise les scènes de combat filmées pour le montage de Victoire du désert (Desert Victory), documentaire britannique réalisé par David MacDonald. Il participe également Tunisian Victory (en) (1944), qu'il coréalise avec notamment Frank Capra et John Huston. Il couvre également le débarquement de Normandie, la traversée du Rhin, la bataille des Ardennes, mais aussi la libération du camp de Bergen-Belsen. En 1945 il est fait membre de l'Ordre de l'Empire britannique à titre militaire et est démobilisé avec le grade de lieutenant-colonel.
De retour en Angleterre, Stewart rejoint Earl St. John aux Pinewood Studios et commence une carrière de producteur avec the Rank Organisation. Son premier film en tant que tel est Ma gaie lady (Trottie True). Il produira notamment plusieurs des films de Norman Wisdom,.

## Filmographie (sélection)

### comme monteur
- 1934 : L'Homme qui en savait trop (The Man Who Knew Too Much) d'Alfred Hitchcock
- 1934 : Zone interdite (en) (Forbidden Territory) de Phil Rosen
- 1936 : Sporting Love de James Elder Wills
- 1937 : Tempête dans une tasse de thé (Storm in a Teacup) de Ian Dalrymple et Victor Saville
- 1937 : Le Mystère de la Section 8 (Dark Journey) de Victor Saville
- 1937 : Diffamation ! (en) (Action for Slander) de Tim Whelan
- 1938 : Vedettes du pavé (Sidewalks of London) de Tim Whelan
- 1938 : South Riding de Victor Saville
- 1939 : Le lion a des ailes (The Lion Has Wings) d'Adrian Brunel, Brian Desmond Hurst, Michael Powell et Alexander Korda
- 1939 : L'Espion noir (The Spy in Black) de Michael Powell
- 1939 : Armes secrètes (Q Planes) de Tim Whelan
- 1940 : L'aventure est commencée (Ten Days in Paris) de Tim Whelan
- 1946 : Gaiety George (en) de George King et Leontine Sagan

### comme producteur
- 1947 : Un mari idéal (An Ideal Husband) d'Alexander Korda
- 1949 : Ma gaie lady (Trottie True) de Brian Desmond Hurst
- 1951 : Nuit sans étoiles (en) (Night Without Stars) d'Anthony Pelissier
- 1953 : L'Heure de la revanche (The Long Memory) de Robert Hamer
- 1955 : Norman diplomate (Man of the Moment) de John Paddy Carstairs
- 1956 : Grain de Sel (Up in the World) de John Paddy Carstairs
- 1957 : C'est bien ma veine (Just My Luck) de John Paddy Carstairs
- 1958 : Le Point de chute (The Square Peg) de John Paddy Carstairs
- 1958 : Innocent Sinners de Philip Leacock
- 1960 : Norman dans la marine (The Bulldog Breed) de Robert Asher
- 1960 : Un vison pour mademoiselle (Make Mine Mink) de Robert Asher
- 1962 : Le Limier de Scotland Yard (On the Beat) de Robert Asher
- 1963 : Docteur ne coupez pas (A Stitch in Time) de Robert Asher
- 1965 : Ce formidable laitier (en) (The Early Bird) de Robert Asher
- 1965 : Les Gorilles de Madame Petrovna (The Intelligence Men) de Robert Asher